# 1994 en Grèce
Chronologie de la Grèce
- 1990
- 1991
- 1992
- 1993
- 1994
- 1995
- 1996
- 1997
- 1998

Cette page concerne les évènements survenus en 1994 en Grèce  :

## Évènements
- 1er janvier-30 juin : présidence grecque du Conseil de l'Union européenne
- 29 mars : Compromis de Ioannina.
- 12 juin : élections européennes
- 24 juin : Traité de Corfou pour l'élargissement de l'Union européenne, avec l'entrée de l'Autriche, de la Finlande et de la Suède (entrée en vigueur le 1er janvier 1995).

## Cinéma
- 11-20 novembre : Festival international du film de Thessalonique

## Sport
- Organisation des championnats d'Europe de gymnastique rythmique.
- 12-27 février : Participation de la Grèce aux Jeux olympiques d'hiver à Lillehammer en Norvège.
- 18 mai : Organisation de la finale de la Ligue des champions de l'UEFA entre l'AC Milan et le FC Barcelone (victoire de Milan).
- 3-8 juillet : Organisation des championnats du monde d'escrime.
- 29 septembre-8 octobre : Organisation du championnat du monde masculin de volley-ball.
- 3-10 octobre : International d'Athènes (en) (tennis).
- Coupe de Grèce de football (1993-1994) (en)
- Coupe de Grèce de football (1994-1995) (en)
- Championnat de Grèce de football 1993-1994
- Championnat de Grèce de football 1994-1995
- Création du club de football AEL Kallonis.

## Création
- Musée archéologique d'Aigion (en)
- Musée archéologique de Lamía (en)
- Musée de la culture byzantine
- Musée d'Histoire naturelle de la forêt pétrifiée de Lesbos

## Naissance
- Aléxandros Anagnostópoulos (en), footballeur.
- Charálampos Mavrías, footballeur.
- Evangelía Platanióti, nageuse.
- Manólis Siópis, footballeur.

## Décès
- Iríni Apérgi, artiste.
- Geórgios Gennimatás, ministre de l'Économie.
- Vassílis Goulandrís (en), armateur et collectionneur d'art.
- Virginia Grace, archéologue américaine.
- Mános Hadjidákis, compositeur.
- Aléka Katséli, actrice.
- Níkos Chatzikyriákos-Ghíkas, peintre, sculpteur, graveur, illustrateur et essayiste.
- Tónia Marketáki, journaliste, réalisatrice, scénariste, actrice, productrice et monteuse de films.
- Païssios du Mont Athos, ascète orthodoxe du Mont Athos.